# 半帶舌鰨
半帶舌鰨為輻鰭魚綱鰈形目鰨亞目舌鰨科的其中一種，為熱帶海水魚，分布於印度洋印度東部及斯里蘭卡海域，棲息深度12-18公尺，體長可達15公分，棲息在底層水域，生活習性不明。

## 扩展阅读
維基物種上的相關：半帶舌鰨